# Zeke Jones
Larry Lee Jones, detto Zeke (Ypsilanti, 2 dicembre 1966), è un ex lottatore statunitense, specializzato nella lotta libera.

## Palmarès

### Olimpiadi
- 1 medaglia:
  - 1 argento (Barcellona 1992 nei −52 kg)

### Mondiali
- 2 medaglie:
  - 1 oro (Varna 1991 nei 52 kg)
  - 1 bronzo (Atlanta 1995 nei 52 kg)

### Giochi panamericani
- 2 medaglie:
  - 1 oro (Mar del Plata 1995 nei −52 kg)
  - 1 bronzo (L'Avana 1991 nei −52 kg)